# Пицунда (мыс)
Пицунда (абх. Пиҵунда, груз. ბიჭვინთა) — низменный мыс на кавказском побережье Чёрного моря, вблизи устья реки Бзыбь. В основном произошёл из осадочных пород реки. Частично занимает заболоченную низменность. Высота над уровнем моря 1,5—3 м. Ограничивает с востока Пицундскую бухту.
На территории мыса произрастают пицундская сосна, дуб, ясень, липа, самшит, мандарин.
Присутствуют песочные дюны, холмы. Также на мысу расположено озеро Инкит, которое ранее соединялось с морем.
Частично территория мыса объявлена заповедной зоной.
На мысе расположен город Пицунда.